# Iguaba Grande
Iguaba Grande es un municipio brasileño del estado del Río de Janeiro. Se localiza a una latitud 22º50'21" sur y a una longitud 42º13'44" oeste, en la región de los Lagos fluminenses, estando a una altitud de 18 metros. Su población estimada en 2008 por el IBGE fue de 22.199 habitantes.

## Geografía
Clima caliente y húmedo, registrando una temperatura media de 23 °C. Se encuentra en los márgenes de la Laguna de Araruama.